# Švýcarsko na Letních olympijských hrách 1992
Švýcarsko se účastnilo Letní olympiády 1992 ve španělské Barceloně. Zastupovalo ho 102 sportovců (73 mužů a 29 žen) v 17 sportech.

## Medailisté
| Medaile | Jméno       | Sport | Soutěž       |
| ------- | ----------- | ----- | ------------ |
| Zlato   | Marc Rosset | Tenis | Muži dvouhra |